# Marjorie (film)
Pour les articles homonymes, voir Marjorie et Cross Creek.
Marjorie (Cross Creek) est un film américain réalisé par Martin Ritt, sorti en 1983.

## Synopsis
Biographie de l'écrivain Marjorie Kinnan Rawlings (1896-1953).

## Fiche technique
- Titre : Marjorie
- Titre original : Cross Creek
- Réalisation : Martin Ritt
- Scénario : Dalene Young d'aprèsles mémoires de Marjorie Kinnan Rawlings
- Production : Terence Nelson, Robert B. Radnitz et Martin Ritt
- Musique : Leonard Rosenman
- Photographie : John A. Alonzo
- Montage : Sidney Levin
- Pays d'origine : États-Unis
- Format : Couleurs - Stéréo
- Genre : Biographie, drame
- Durée : 127 minutes
- Date de sortie : 1983
- Affiche : Bill Gold (États-Unis)

## Distribution
- Mary Steenburgen : Marjorie Kinnan Rawlings
- Rip Torn : Marsh Turner
- Peter Coyote : Norton Baskin
- Dana Hill : Ellie Turner
- Alfre Woodard : Geechee
- Joanna Miles : Mrs. Turner
- Ike Eisenmann : Paul
- Cary Guffey : Floyd Turner
- Jay O. Sanders : Charles Rawlings
- John Hammond : Tim
- Malcolm McDowell : Max Perkins

## Prix et honneurs
- Sélectionné en compétition officielle au Festival de Cannes
- 4 nominations à la 56e cérémonie des Oscars :
  - Oscar du meilleur acteur dans un second rôle pour Rip Torn
  - Oscar de la meilleure actrice dans un second rôle pour Alfre Woodard
  - Oscar de la meilleure création de costumes pour Joe I. Tompkins (en)
  - Oscar de la meilleure musique de film pour Leonard Rosenman